# 遠藤麗奈
遠藤 麗奈（えんどう れな、1977年9月19日 - ）は、元山梨放送 (YBS) のアナウンサー、元北海道文化放送 (UHB) のアナウンサー。

## 来歴
山梨県甲府市出身。4人きょうだいの末っ子として育つ。
フェリス女学院大学を卒業後、2000年に山梨放送のアナウンサーになる。
その後は東京アナウンスセミナーの社会人受講生となり、転職活動を経て北海道文化放送に入社する。同局でもアナウンサーを務めていたが、2008年4月からは「UHBアナウンサー」の肩書なしで番組に出演するようになる。

## 担当番組
すべて北海道文化放送時代の担当番組。
- UHBニュース
- ともだっち〜ず
- のりゆきのトークDE北海道 - お天気コーナー担当
- FNNスーパーニュース 北海道ローカルパート - リポーター
- えき☆スタ発 - MC
- えき☆スタLIVE@noon → YASUのえき☆スタ@noon
- ぷちとも
- KISS TV
- Fの炎〜ファイターズ通信〜 → スポーツワイド Fの炎〜SPORT HOKKAIDO〜
- えき☆スタ1
- タカアンドトシのどぉーだ! - アシスタント（2007年4月7日 - 2009年3月28日）
- えきニジ - アシスタント（2008年3月31日 - 2009年3月27日）
- ゆうゆう金曜日 → 金曜なう - MC
- どぉーだ!Presents タカトシ牧場 - 秘書（2009年4月26日 - 2012年3月）
- U型テレビ
- U型ライブ